# Bombast von Hohenheim (Adelsgeschlecht)
Die Bombast von Hohenheim waren ein schwäbisches Adelsgeschlecht, das schon im 12. Jahrhundert Erwähnung fand. Die Familie hieß ursprünglich Bombast und nannte sich später nach dem Gutshof Hohenheim bei Plieningen Bombast von Hohenheim.

## Geschichte
Bereits um 1270 wurde ein Konrad von Hohenheim genannt Bombast bei einer Schenkung an das Kloster Herrenalb erwähnt. Das Hofgut Hohenheim hatten sie von den Grafen von Württemberg als Lehen erhalten. 1375 wurde ein Bombast als Lehensmann des Pfalzgrafen Ruprecht genannt.

### Der Jerusalem-Pilger
Ein Georg Bombast von Hohenheim erscheint 1462 als Johanniter-Komtur von Rohrdorf, der 1468 den damaligen Grafen Eberhard V. von Württemberg-Urach (Eberhard im Barte) auf seiner Pilgerfahrt nach Jerusalem begleitete und am 12. Juli 1468 in Jerusalem zum Ritter vom Heiligen Grab geschlagen wurde.

### Der Arzt
Der Jerusalem-Pilger Georg, 1453–1499 Johanniterkomtur in Rohrdorf bei Nagold, wird als unehelicher Vater des Wilhelm Bombast von Hohenheim angesehen, der seinerseits wohl mit einer Leibeigenen des Benediktinerstifts zu Einsiedeln im Kanton Schwyz der Vater des Theophrastus Bombast von Hohenheim, genannt Paracelsus (1493–1541) war. Mithin war dies im adelsrechtlichen Sinn eine Bastardlinie.

### Der Großprior
Wieder ein Georg Bombast von Hohenheim machte Karriere beim Johanniterorden und wurde als Nachfolger seines Onkels Großprior in Deutschland. Mit ihm starb 1566 die Familie in der männlichen Linie aus – zumindest sind nach ihm keine Bombaste mehr nachgewiesen.

### Die Markgräfin

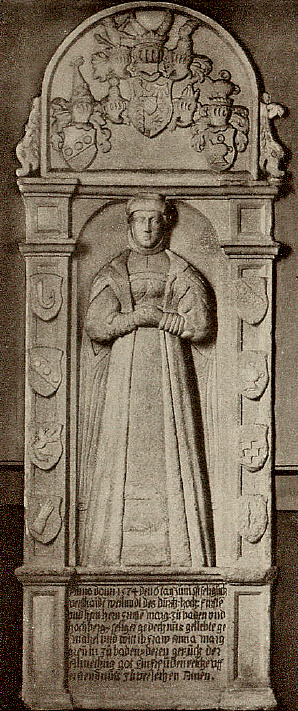
Grabmal der Markgräfin Anna von Baden-Durlach geb. Bombastin von Hohenheim

Anna Bombastin von Hohenheim († 1574), die dritte Ehefrau des Markgrafen Ernst von Baden-Durlach, war eine Schwester des Johanniter Großpriors von Deutschland, Georg Bombast von Hohenheim. Da sie aus dem Niederadel stammte, war es für Markgraf Ernst eine morganatische Ehe, was jedoch mangels Kindern aus dieser Ehe zu keinen Erbstreitigkeiten führte. Eine Grabplatte mit ihrem Reliefbildnis befindet sich in der ehemaligen Stadtkirche von Sulzburg, die heute das Landesbergbaumuseum des Landes Baden-Württemberg beherbergt.

## Wappen

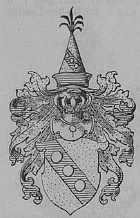
Wappen der Bombast von Hohenheim

Das Wappen zeigt in Gold einen mit drei silbernen Kugeln (Ballen) belegten blauen Schrägrechtsbalken. Auf dem Helm mit blau-goldenen Decken ein blau gestulpter goldener Hut, belegt mit dem Schrägbalken und besteckt mit einem schwarzen Hahnenfederbusch.

## Die Wiederverwendung des Namens und Wappens der „Bombast von Hohenheim“ durch das Haus Württemberg
Die Maîtresse des württembergischen Herzogs Carl Eugen, Franziska von Bernerdin wurde 1774 zur Reichsgräfin von Hohenheim erhoben und führte fortan das Wappen der erloschenen Familie der Bombaste von Hohenheim.